# Jorge Manrique
Pour les articles homonymes, voir Manrique.
Jorge Manrique (Paredes de Nava, Palencia, 1440 ? – † Santa María del Campo Rus, Cuenca, 24 avril 1479) est un poète espagnol. Il est l'auteur des Stances sur la mort de son père (Coplas por la muerte de su padre), un des classiques de la littérature espagnole.

## Biographie
On sait peu de chose sur son enfance et son adolescence. Ce qui est certain c'est qu'il assuma pleinement la ligne politique et militaire de sa vaste famille castillane, la maison Manrique de Lara, il était partisan de la guerre contre les Maures et participa aux intrigues entourant la montée sur le trône des Rois catholiques, Ferdinand et Isabelle.
Son père, Rodrigo Manrique, comte de Paredes de Nava, était l'un des hommes les plus puissants de son époque. Il mourut d'un cancer qui le défigura en 1476. Sa mère mourut lorsqu'il était enfant. Son oncle, Gómez Manrique, était un poète et auteur dramatique éminent ; il ne manqua pas dans la famille de Jorge Manrique d'hommes de lettres et d'armes. La famille des Manrique de Lara était l'une des plus anciennes familles nobles de Castille et possédait certains des titres les plus prestigieux, tels que le duché de Nájera, le comté de Treviño et le marquisat d'Aguilar de Campo, ainsi que plusieurs titres ecclésiastiques.
Jorge Manrique fit ses humanités et suivit une instruction militaire propre aux militaires castillans. À 24 ans, il participa au siège du château de Montizón (Villamanrique, Ciudad Real) au cours duquel il gagne en prestige en tant que guerrier. Sa devise était « je ne mens ni ne me repens» (« ni miento ni m'arrepiento »). Il fut fait prisonnier durant quelque temps à Baza lors de l'assaut de la ville qui était aux mains des Benavides. 
Il s'enrôla ensuite dans le camp d'Isabelle la Catholique en lutte contre les partisans de Juana la Beltraneja. Lors de cette guerre en 1479, il meurt au cours d'une échafourrée près du château de Garcimuñoz à Cuenca qui était défendu par le marquis de Villena. On retrouva sur lui deux stances qui commençaient par « Oh monde !, alors tu me tues »  (« ¡Oh mundo!, pues que me matas »). Il fut enterré dans l'ancienne chapelle du monastère d'Uclès, auprès de son père.
Son œuvre est succincte, à peine une quarantaine de compositions dont la plus remarquable est Stances sur la mort de son père (Coplas sobre la muerte de su padre). Lope de Vega a dit de ce poème « qu'il mériterait d'être écrit en lettres d'or ».
En son honneur, on célèbre aujourd'hui encore en Castille-La Manche les journées du « Triangle de Manrique » (Triángulo manriqueño en espagnol) dans les localités de Garcimuñoz, Santa María del Campo Rus et Uclès.

## À propos de Jorge Manrique

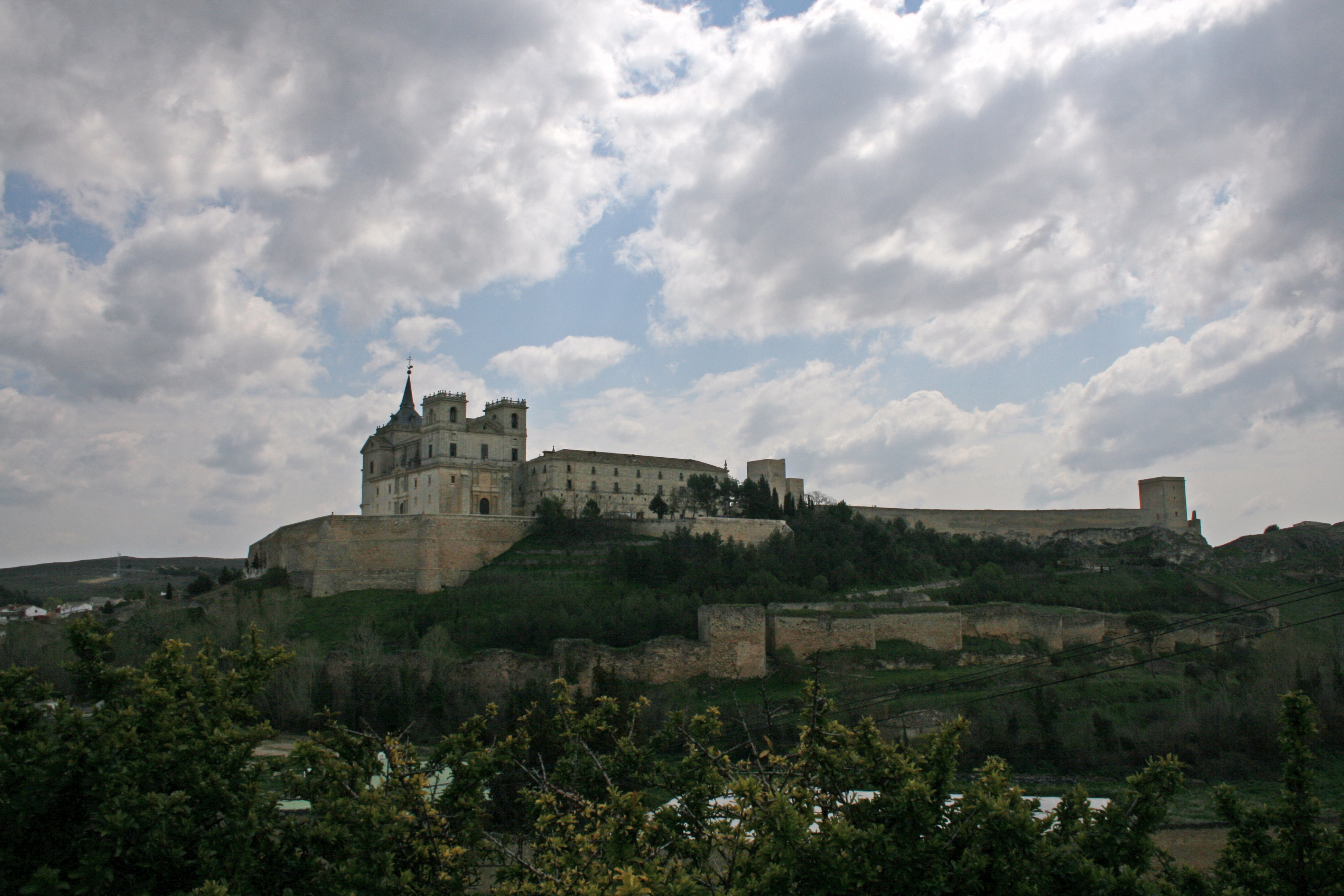
Le monastère d'Uclès où reposent les restes de Jorge Manrique.

- « Il faut […] remarquer la froideur, littéralement pré-machiavélienne, avec laquelle l’auteur des Coplas (1440-1479) parle des gens que les Manrique ont eux-mêmes abattus, comme de purs exemples du caractère changeant des destinées humaines, et de la fragilité de toutes les possessions. » Guy Debord, Note de présentation des Stances
- « Les Coplas résument la sensibilité de toute une époque, celle du déclin du Moyen Âge, avec ses thèmes dominants » Gerald Brenan, The Literature of the spanish people

## Œuvres
- Stances sur la mort de son père.